# Jules Falquet
Jules Falquet, née le 29 février 1968 à Paris, est une philosophe et sociologue, spécialiste des questions d'intersectionnalité et d'imbrication des rapports sociaux (genre, origines ethniques et classe sociale). Elle est professeure des universités et militante féministe et antiraciste française. Ses travaux s’intéressent aux femmes et au féminisme.

## Biographie

### Origines et nom
Jules Falquet naît le 29 février 1968 à Paris. Elle se choisit un nouveau prénom à l'âge de dix-sept ans, pour ne pas devoir déclarer son sexe avec celui-ci.

### Enseignement
Jules Faquet soutient sa thèse, intitulée Femmes, mouvement révolutionnaire, guerre et démocratisation : le mouvement des femmes et le féminisme au Salvador (1970-1994), à la Sorbonne en 1997. Elle est ensuite, de 2003 à 2021, maîtresse de conférences en sociologie à l’université Paris Diderot (Paris 7) où elle crée la spécialité « Genre et changement social et politique : Perspectives transnationales » du master « Sociologie et anthropologie : politique, culture et migrations » dont elle devient responsable. Habilitée à diriger des recherches depuis 2012, elle est professeure au département de philosophie de l’Université de Paris 8 depuis 2021.
Depuis sa maîtrise de conférences en sociologie à l’Université Paris-Diderot, elle est membre du Centre de sociologie des pratiques et des représentations politiques (CSPRP), co-responsable du Centre pour la documentation, la recherche et les études féministes (CEDREF) et responsable du master recherche « Genre et changement social et politique : perspectives transnationales ».
En compagnie de Salima Amari, Jane Freedman, Claudie Lesselier, Amazighe Tilila et Anna Pak, elle organise en 2009 le colloque « Lesbiennes, migrations, exils et racisme. Quand les "minoritaires" s'en mêlent » à l'université Paris 8 auquel participe également Dalila Kadri.

### Recherches
Ses premières recherches, qui ont débuté dans les années 1980, portent sur la scolarisation des femmes indiennes du Chiapas, puis sur la participation des femmes au projet révolutionnaire du Front Farabundo Martí de libération nationale (FMLN) au Salvador. Elle travaille ensuite également sur la participation des femmes indigènes dans le mouvement zapatiste au Chiapas. Ses recherches montrent que les femmes indigènes ont représenté par moments un tiers des forces armées.
Depuis les années 2000, elle étudie les résistances collectives à la mondialisation néolibérale et ses conséquences: nouvelles idéologies de la « gouvernance » et du « développement », transformation des migrations, ré-articulation des rapports sociaux de sexe, de classe et de « race » et instrumentalisation du « genre ». Elle a notamment écrit De gré ou de force. Les femmes dans la mondialisation.
Elle est membre du comité directeur de la Fédération de recherche sur le genre-RING, du réseau scientifique TERRA et de l’Association pour le développement des études historiques en Amérique centrale. Elle fait partie des comités de direction des revues Nouvelles questions féministes, Les Cahiers du genre, Les Cahiers du Cedref et La manzana de la discordia.

## Prises de position
Falquet est pro-avortement, comme elle le déclare lors de l'adoption par les députés du projet de loi légalisant l'avortement en Argentine en 2020. Elle est critique du féminisme d'État et de l'« ONGisation d'une partie du mouvement féministe latino-américain financé par les organismes internationaux ». Elle déclare être féministe matérialiste.

## Publications
Falquet a rédigé pour les Éditions iXe l’avant-propos du livre d’Andrée Michel, Féminisme et antimilitarisme. Elle a dirigé avec Paola Bacchetta Théories féministes et queers décoloniales. Interventions Chicanas et Latinas états-uniennes, un numéro du Cedref coédité avec les Éditions iXe.
Elle a participé entre autres à l'ouvrage de Natacha Chetcuti (dir.) et Claire Michard (dir.), Lesbianisme et féminisme : histoires politiques, L'Harmattan, 2003 (ISBN 2-7475-4409-5, 978-2-7475-4409-2 et 2-7475-5501-1, OCLC 56632204, lire en ligne)

### Ouvrages

#### Fiction
- Jules Falquet, Izta : la croisée des chemins, Éditions gaies et lesbiennes, coll. « Passage à l'acte », 2002, 175 p. (ISBN 2-912706-16-5).

#### Essais
- Jules Falquet, De gré ou de force : les femmes dans la mondialisation, Éditions La Dispute, coll. « Le genre du monde », 2008, 213 p. (ISBN 978-2-84303-156-4).
- Jules Falquet, Pax neoliberalia : perspectives féministes sur (la réorganisation de) la violence, Éditions iXe, coll. « Racine de iXe », 2017, 186 p. (ISBN 979-10-90062-34-4).
- Jules Falquet, Imbrication : Femmes, race et classe dans les mouvements sociaux, Editions du Croquant, 2019, 299 p. (ISBN 9782365122337 et 2365122337)
- Jules Falquet, La Combinatoire straight : Colonialisme, violences sexuelles et Bâtard·es du capital, Éditions Amsterdam, 2025, 400 p. (ISBN 9782354803094).